# Model adaptacyjny
Model adaptacyjny – model opieki pielęgniarskiej stworzony przez amerykańską teoretyk pielęgniarstwa, Callistę Roy. Należy do najbardziej znanych modeli opieki pielęgniarskiej stosowanych i nauczanych na świecie.
W psychologii model adaptacyjny odnosi się do teorii popędów, wywodzącej się z psychoanalizy Freuda. Opisuje wpływ środowiska na psychikę jednostki oraz procesy adaptacyjne zachodzące w odpowiedzi na te wpływy. 
W ekonomii modele adaptacyjne to ekonometryczne narzędzia prognostyczne, które wykorzystują metody matematyczno-statystyczne do przewidywania przyszłych zdarzeń. Zakładają one niezmienność mechanizmów rozwojowych badanych zjawisk, co pozwala na uwzględnienie niestabilnych zmian trendów oraz wahań sezonowych.

## Historia
Inspiracje w tworzeniu swojego modelu czerpała Roy z zajęć prowadzonych przez D. E. Johnson na Uniwersytecie Kalifornijskim oraz z własnej praktyki w dziedzinie pielęgniarstwa pediatrycznego. Podstawowe zręby teorii opracowała w latach 1964-1966 i potem je dopracowywała. Opublikowała ją jako część swojej pracy magisterskiej pod kierunkiem D. E. Johnson (1970) w Mount Saint Mary’s College w Los Angeles.

## Charakterystyka
Model ten wyróżnia się sposobem określenia zakresu adaptacji podopiecznego do nowo powstałych w jego życiu sytuacji – głównie choroby i niepełnosprawności. Proces adaptacyjny realizowany jest w warstwie fizjologicznej (odżywianie, wydalanie, ochrona, aktywność i inne), w zakresie koncepcji samego siebie (mechanizmy obronne i kompensacyjne, integracja w zakresie psychofizycznym, radzenie sobie w trudniejszych sytuacjach), w obszarze pełnionych ról społecznych i ich zmiany, a także współzależności (adekwatności zachowań, wychowania).